# Urânio-232
Urânio-232 é um isótopo físsil do urânio.

## Produção
O 232U, é produzido naturalmente pelo decaimento de isótopos pai.
- Pu-236, quando um átomo de Pu-236 sofre de instabilidade ele gera uma emissão alfa e se estabiliza em U-232.

Veja a equação expressa o decaimento do Pu-236:
- 236Pu →232U + α.
- Np-232, o Np-232 sofre um decaimento beta positivo, no qual um próton se torna um nêutron, tendo como resultado final um átomo de U-232:
- 232Np → 232U + e+ + Ve
- Pa-232, também sofre um decaimento beta, porem este é chamado de beta negativo pois um nêutron se tornou um próton, tendo novamente como resultado final o U-232:
- 232Pa → 232U + e- + -Ve

## Propriedades e decaimento
A meia vida do U-232 é de 68,9 anos.
decaimento: o U-232 decai por emissão alfa em um átomo de Torio-228, esse tório gera uma rede de radioisotopos ate que o átomo se estabilizara em chumbo-208.
232U (α, 72 anos)
228Th (α, 1.9 anos)
224Ra (α, 3.6 dias, 0.24 MeV)
220Rn (α, 55 s, 0.54 MeV)
216Po (α, 0.15 s)
212Pb (β−, 10.64 h)
212Bi (α, 61 s, 0.78 MeV)
208Tl (β−, 3 m, 2.6 MeV)
208Pb (estável)